# Ассоциация продюсеров кино и телевидения
Ассоциа́ция продю́серов кино́ и телеви́дения (АПКиТ) — российское киноотраслевое объединение, основанное в 2009 году. Представляет интересы российской киноиндустрии в политической, экономической и публичной сферах. 

## История создания
Ассоциация продюсеров кино и телевидения была основана в 2009 году. Сегодня организация объединяет 41 крупнейшую кинокомпанию, которые в совокупности производят более 60% всего отечественного аудиовизуального контента: сериалы, полнометражные и документальные фильмы, анимационные проекты, телешоу. Ассоциация принимает непосредственное и активное участие в развитии кинематографической отрасли России. Профессиональный опыт ведущих продюсеров позволяет выявлять самые актуальные в индустрии кино и телевидения вопросы и находить способы их решения. АПКиТ в целом работает над укреплением экономических, юридических и кадровых основ функционирования отрасли. 

## Цель организации
Главная цель АПКиТ – консолидация усилий российских продюсеров для укрепления экономических, юридических, кадровых основ функционирования отрасли и дальнейшего развития российского кино и телевидения. Ассоциация налаживает коммуникации со всеми заинтересованными  сторонами – профессиональными сообществами, органами законодательной и исполнительной власти, учебными заведениями – для утверждения прозрачных правил ведения профессиональной деятельности, организации всестороннего обсуждения и согласования инициатив по развитию индустрии и, в частности, компаний – членов ассоциации, их партнеров в отрасли и в смежных отраслях российской экономики и культуры.

## Направления деятельности
- взаимодействие с органами законодательной и исполнительной власти в вопросах поддержки и развития киноиндустрии;
- борьба с пиратством;
- реализация проекта «Кино России», который предполагает создание благоприятных условий для кино- и телепроизводства в регионах РФ;
- поддержка профильного образования;
- организация и проведение отраслевых мероприятий, а также участие в них продюсеров кинокомпаний;
- оказание содействия в выплате авторских вознаграждений.

## Состав
В состав АПКиТ входит 40 кинокомпаний: Кинокомпания СТВ, COSMOS Studio, Продюсерская компания «Среда», Star Media, «Марс Медиа Энтертейнмент», Yellow, Black and White, ПРОФИТ, Bazelevs, «Амедиа Продакшн», «МИГ Пикчерс», «ВайТ Медиа», ГПМ КИТ, «Триикс Медиа» Киностудия "КИТ", «Централ Партнершип», «РИМ Продакшн», «Леан-М», «Кинокомпания Гамма», «ТелеАльянс», «ПРИОР Продакшн», «Мотор фильм студия», Кинокомпания «РУССКОЕ», 1-2-3 Production, Art Pictures Vision, Яндекс. Студия», «План 9», AP ENTERTAINMENT, «ХитФильм Продакшн», Иви, FILM Collection, «МТС Медиа», Fresh Film, Team Films, «НМГ Студия», студия «ВоенФильм», «МЭРИОТ», «ТРОМЕДИА», «Продюсерская компания Валерия Тодоровского», LEGIO FELIX и Оkko.

## Руководство
- Председатель правления АПКиТ — глава кинокомпании СТВ Сергей Сельянов
- Члены правления:
  - соучредитель и продюсер компании COSMOS Studio Александр Акопов
  - генеральный продюсер продюсерского центра «Гамма-продакшн» Виктор Будилов
  - основатель и генеральный продюсер кинокомпании Star Media Владислав Ряшин
  - управляющий партнер и генеральный продюсер продюсерской компании «Среда» Иван Самохвалов
  - основатель и президент кинокомпании «МИГ Пикчерс» Игорь Мишин
  - создатель и глава компании «ПРОФИТ» («Продюсерская фирма Игоря Толстунова») Игорь Толстунов
  - генеральный директор кинокомпании «РИМ Продакшн» Рауф Атамалибеков
  - президент группы компаний «ПРИОР» Родион Павлючик
  - генеральный продюсер и председатель совета директоров студии Yellow, Black and White Эдуард Илоян
  - генеральный директор кинокомпании «Марс Медиа Энтертейнмент» Юлия Иванова
  - генеральный продюсер и сооснователь кинокомпании «Триикс Медиа» Инесса Юрченко
- Исполнительный директор Ассоциации продюсеров кино и телевидения – Ольга Жукова.